# Марија Љвова Белова
Марија Алексејевна Љвова Белова (рус. Мария Алексеевна Львова-Белова; Пенза, 25. октобар 1984) руска је политичарка и председница Руске комисије за децу од 24. октобра 2009. године.
Међународни кривични суд у Хагу је 17. марта 2023. издао налог за њено хапшење због незаконите депортације деце из Украјине у Русију током инвазије Руске Федерације на Украјину која је почела 2022. године.

## Дјетињство и неполитичка каријера
Љвова-Белова је рођена 25. октобра 1984. године, у Пензи, где је и одрасла. Љвова-Белова је дипломирала на Високој школи за културу и уметност А. А. Архангелски 2002. године као диригент. Од 2000. до 2005. радила је као професор гитаре у дечијим музичким школама у Пензи. Била је суоснивач и руководилац регионалне јавне организације Пенза за промоцију социјалне адаптације Благовест.

## Политичка каријера
Од 2011. до 2014. године и 2017. до 2019. године је била члан Грађанске коморе Пензанске области, а последњи мандат се преклапао са оним у Грађанском већу Руске Федерације. Године 2019. изабрана је за копредседавајућег регионалног штаба Сверуског народног фронта.
Љвова Белова се 23. новембра 2019. године придружила партији Јединствена Русија, када јој је чланску карту дао премијер Дмитриј Медведев. Дана 24. новембра је изабрана у Президијум Генералног савета Јединствене Русије и постала је копредседавајући радне групе за подршку цивилном друштву. У септембру 2020. године поново изабрани гувернер Пензанске области Иван Белозерцев именовао ју је у Савет Федерације Русије из извршне власти Пензанске области. После ванредних избора 2021. године, поново ју је именовао Олег Мељниченко.

## Савезни комесар за права детета
Дана 27. октобра 2021. године, руски председник Владимир Путин именовао је Љвову Белову за савезног комесара за права детета, месец дана након што је претходна комесарка Ана Кузњецова постала посланик.

## Инвазија Русије на Украјину
Украјински и британски званичници оптужили су Љвову Белову да је надгледала насилну депортацију и усвајање деце из Украјине током инвазије Русије на Украјину 2022. Велика Британија ју је санкционисала у јуну 2022. године, Европска унија у јулу 2022. године, САД у септембру 2022. и Јапан у јануару 2023. године.
Међународни кривични суд је 17. марта 2023. издао налог за хапшење Љвове Белове , који тврди да је она одговорна за незакониту депортацију деце из Украјине у Русију током инвазије; слична потерница расписана је и за Путином.

## Лични живот
Љвова Белова је удата за Павла Когелмана, свештеника Руске православне цркве и некадашњег програмера, од 2003. године. Имају петоро биолошке деце и осамнаесторо усвојене деце. У фебруару 2023. годне усвојила је петнаестогодишњег дечака из Мариупоља, за шта је The Moscow Times објавио да ће вероватно изазвати гнев због програма истовремене депортације.